# Sphenomorphus buenloicus
Sphenomorphus buenloicus — вид сцинкоподібних ящірок родини сцинкових (Scincidae). Ендемік В'єтнаму.

## Поширення і екологія
Sphenomorphus buenloicus відомі з кількох місцевостей, розташованих у В'єтнамі. Вони живуть у вологих тропічних лісах.